# Севрук Олексій Олегович
Олексі́й Оле́гович Севру́к (1983—2023) — старший лейтенант Збройних сил України, учасник російсько-української війни, що відзначився в ході російського вторгнення в Україну. Герой України (посмертно).

## Життєпис
Народився 1983 року. 
Мешкав у Києві, працював інженером-кібернетиком.
З першого дня російського вторгнення в Україну став на Захист України. Служив у складі 46-ї окремої аеромобільної бригади на посадах заступника командира роти з морально-психологічного забезпечення, командира роти. У 2022 був нагороджений Почесним нагрудним знаком «Сталевий хрест»
Загинув у вересні 2023. 

## Нагороди
- Звання Герой України з удостоєнням ордена «Золота Зірка» (23 серпня 2024, посмертно) — за особисту мужність і героїзм, виявлені у захисті державного суверенітету та територіальної цілісності України, самовіддане служіння Українському народові[3];
- Почесний нагрудний знак «Сталевий хрест» (2022)[1].